# Битка код Тегире
Битка код Тегире 375. п. н. е. представља битку између Спарте и Тебе. Спартанска много већа војска била је поражена у сукобу са Светом четом Тебе, којом је заповедао Пелопида. Било је то по први пут да је спартанска фаланга изгубила регуларну битку са бројно слабијом противничком војском. Та битка означила је успон тебанске моћи, а само четири године касније Теба ће победом у бици код Леуктре окончати спартанску хегемонију.

## Увод
Пелопида је 379. п. н. е. ослободио Тебу спартанске контроле. У Теби је свргнута проспартанска олигархија и успостављена је демократија. Након тога започео је период јачања Тебе и успостављања њене хегемоније у Беотском савезу. Након неколико година ратовања Тебанци су успели да истерају спартанске гарнизоне из свих градова Беотије, сем Орохомена. Орохомен је прешао на страну Спарте и примио је две море (1 мора=500 до 900 војника) спартанске војске као заштиту. Када је чуо да су Спартанци отишли из Орохомена у поход на Локриду Пелопида је мислио је Орохомен без војске и да ће га лако заузети. Кренуо је са Светом четом Тебе и са нешто коњице, али у Орохомен је дошла друга војска из Спарте, па је Пелопида морао да одустане од намере да заузме Орохомен. Док су се Тебанци и Пелопида враћали из Орохомена у исто време су се Спартанци враћали из Локрија и срели су се крај Тегире.

## Битка
Тебананских војника било је много мање од спартанских. Тебанаца је било 300, а Спартанаца 2 море (1.000-1.800). Око 300 Тебанаца распоредило се у компактну веома збијену формацију, тако да могу да се пробију кроз непријатељску формацију у ком год би правцу кренули. Пелопида је коњици наредио да крене у напад. Спартански полемарси Горголеон и Теопомп су били уверени у победу, па су напали, али пали су у том сукобу. Када су многи, који су се налазили крај полемарха почели да падају Спартанци су се преплашили, па су отворили пролаз за Тебанце. Мислили су да ће се Тебанци задовољити да неокрњени прођу кроз спартанску формацију. Међутим Пелопида је искористио отворени пролаз да би се обрушио и на оне који су још заједно стајали. Када су многи Спартансци почели да гину остали су се окренули и побегли.

## Значај
Тебанска победа крај Тегире имала је веома мален непосредан војни значај. омогућила је једино сигуран повратак Пелопидине чете. Спартанска војска је након прегруписања поново била исувише јака, да би Пелопида могао да користи предност победе. Пелопида није ослободио Орохомен. Победа је имала велики симболички значај за обе стране. Спартанска фаланга је по први пута поражена у редовној бици са бројчано много слабијим непријатељем. Та битка је охрабрила Тебанце да наставе да се супростављају Спарти. Спартанци су били обесхрабрени поразом. Дотад су Спартанци уживали велики углед, да су самом својом појавом плашили супарнике, јер су супарници сматрали да се не могу супротставити Спртанцима сем ако нису бројчано надмоћнији од Спартанаца. Плутарх је ту битку видео као предигру битке код Леуктре.